# Nokia C6-00
Nokia C6-00 — мультимедійний смартфон, спроєктований та розроблений компанією Nokia. Пристрій входить до С-серії Nokia та має встановлену Symbian OS 9.4. Смартфон представлений у білому та чорному корпусі, сенсор розроблений за резистивною технологією, а екран має роздільну здатність 360x640 (nHD). З особливостей, пристрій має 4-рядну QWERTY клавіатуру, а також формфактор «горизонтальний слайдер».